# جوهان ونگاس
جوهان آلبرتپ ونگاس اولوآ (اسپانیایی: Johan Alberto Venegas Ulloa‎؛ زادهٔ ۲۷ نوامبر ۱۹۸۸) بازیکن فوتبال اهل کاستاریکا است.
از باشگاه‌هایی که در آن بازی کرده‌است می‌توان به مونترال ایمپکت اشاره کرد.
وی همچنین در تیم ملی فوتبال کاستاریکا بازی کرده‌است.